# 달러 외교
달러 외교(dollar diplomacy)는 "탄환 대신 달러를 주라"고 한 윌리엄 하워드 태프트 대통령(재임 1909∼1913)의 말에서 따온 미국 외교의 또 다른 명칭이다. 군사력에 의하지 않고 강대한 자본력을 배경으로 투자나 차관(借款) 등의 경제적인 수단을 활용하여 미국세력의 대외적 발전을 향상시키려고 꾀하는 조치를 가리킨다. 즉 "미국의 상품을 위하여, 자본가가 이익이 많은 투자를 행하기 위하여, 기회와 안전을 보장할 필요가 있다면 이를 위해서는 적극적인 간섭에 호소하여도 좋다"고 말한 태프트 대통령의 독트린과 "미국시민의 인격과 재산이란 그것이 해외에 있을 때에도 미국 영토의 일부이다"라고 말한 캘빈 쿨리지 대통령(재임 1923∼29)의 독트린이 전통적으로 내려오는 미국의 대외정책상의 기본 지침이 되고 있다.

## 같이 보기
- 미국 제국주의
- 신제국주의